# Üb immer Treu nach Möglichkeit
Üb immer Treu nach Möglichkeit ist eine deutsche Krimiserie, die erstmals am 11. Februar 1966 im ZDF lief.
Hier geht es um eine eher sympathisch geschilderte Verbrecherbande, deren ausgeklügelte Coups am Ende meist schiefgehen. In Üb immer Treu nach Möglichkeit ist der Boss eine Frau (Gretchen), gespielt von Monika Berg. Regie in dieser heiteren Krimi-Serie, in der neben dem jungen Klaus Löwitsch (Claus) Götz Olaf Rausch (Berthold), Klaus Knuth, Jean-Pierre Zola u. a. spielten, führte Günter Gräwert. Die swingende Musik, die einen sehr großen Anteil in den einzelnen Folgen hatte, schrieb der deutsche Komponist Erich Ferstl. 
Von der Vorabendserie wurden dreizehn Folgen gedreht, die in ihrer Zahl das Pech der Verbrecherbande symbolisieren sollten. Die einzelnen Episoden hatten eine Länge von jeweils 25 Minuten. Die Serie kam nicht über eine erste Wiederholung (1969) hinaus.

## Episodenliste
| Folge | Erstausstrahlung | Titel                             | Gastdarsteller (Auswahl)                                                |
| 1     | 11. Februar 1966 | Dies Bildnis ist bezaubernd schön | Kurt Zips, Adolf Ziegler, Helmut Alimonta                               |
| 2     | 18. Februar 1966 | Eine Uhr müsste man haben         |                                                                         |
| 3     | 25. Februar 1966 | Kundendienst                      | Charlotte Scheier-Herold, Elisabeth Volkmann, Ulrich Beiger, Gustl Datz |
| 4     | 4. März 1966     | Diamantenraub                     | Hubert Kiurina                                                          |
| 5     | 11. März 1966    | Die Spielbankaffäre               | Klaus Krüger, Konrad Georg                                              |
| 6     | 18. März 1966    | Philatelie                        | Ulrich Folkmar                                                          |
| 7     | 25. März 1966    | Der Goldtransport                 |                                                                         |
| 8     | 1. April 1966    | Rauschgift                        | Hans Zander                                                             |
| 9     | 15. April 1966   | Der Umzug                         | Monika Greving, Dietrich Thoms                                          |
| 10    | 22. April 1966   | Der große Coup                    | Heini Göbel                                                             |
| 11    | 29. April 1966   | Rauchwaren                        |                                                                         |
| 12    | 6. Mai 1966      | Ein schwerer Schlag               |                                                                         |
| 13    | 13. Mai 1966     | Gretchens Geburtstag              |                                                                         |

## Kritiken
„Ein weiterer verkrampfter Versuch des ZDF, eine Krimikomödie mit teutonischem Humor zu machen.“